# شصت و سومین دوره جوایز اسکار

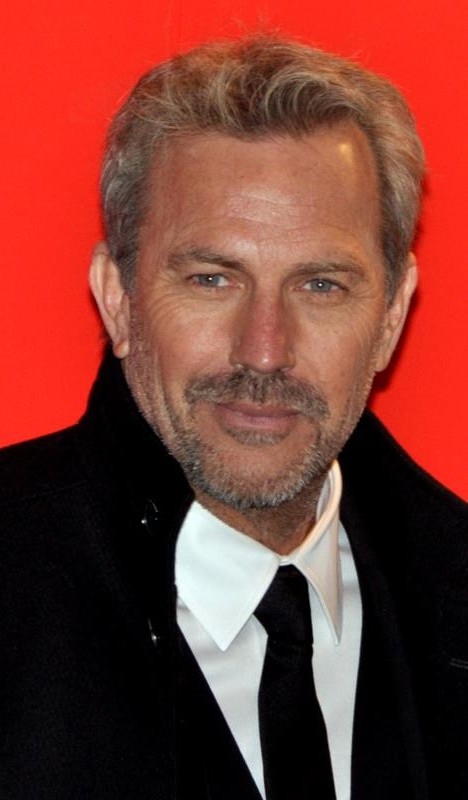

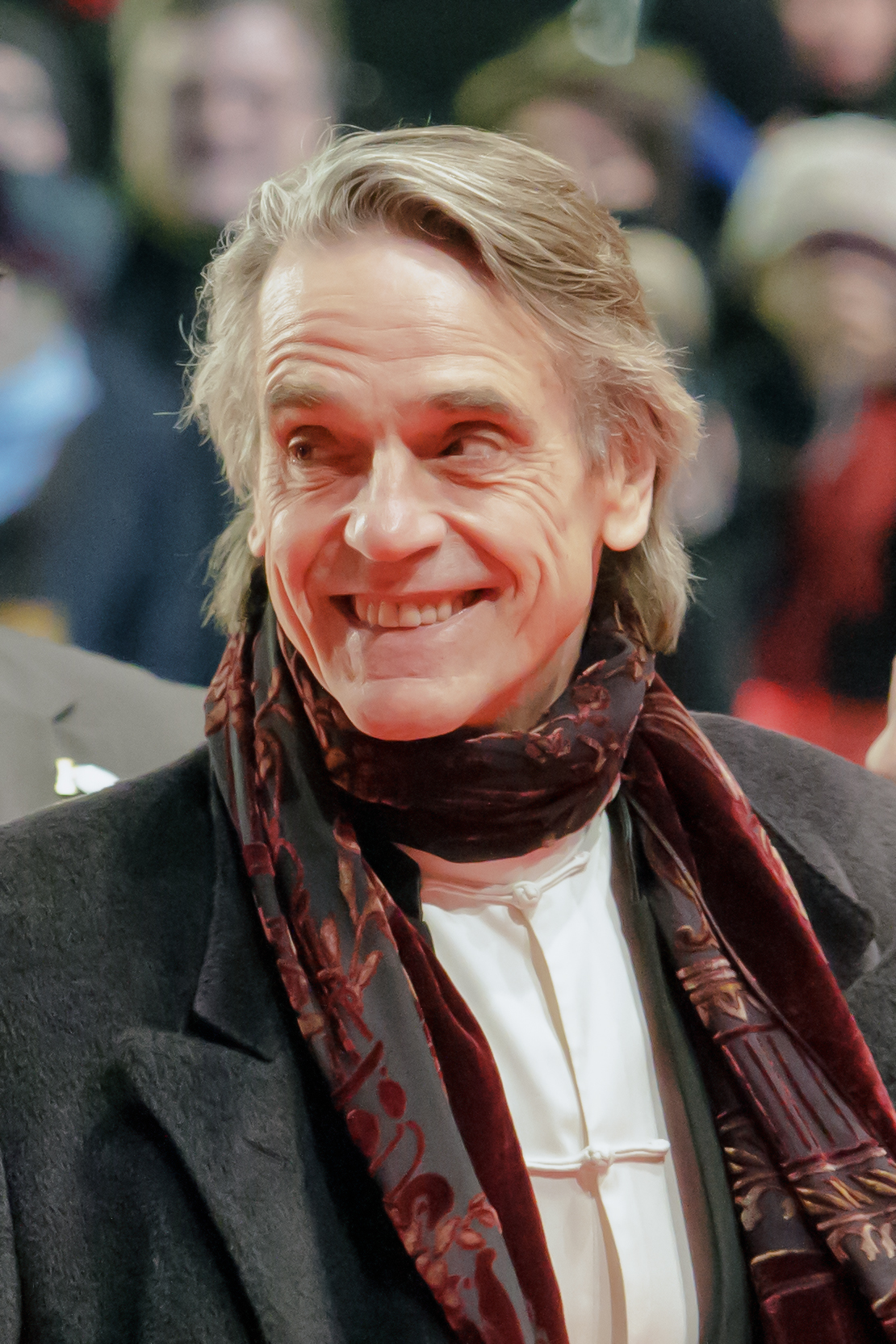

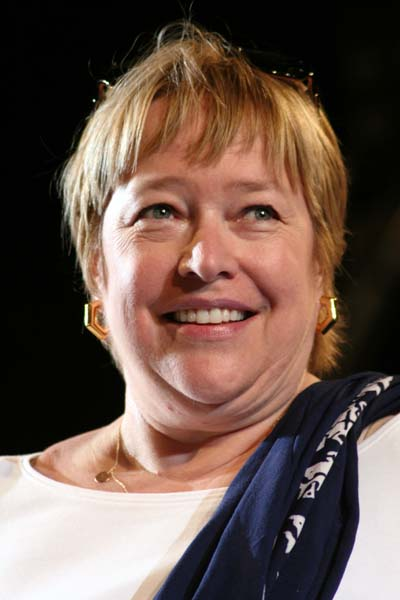

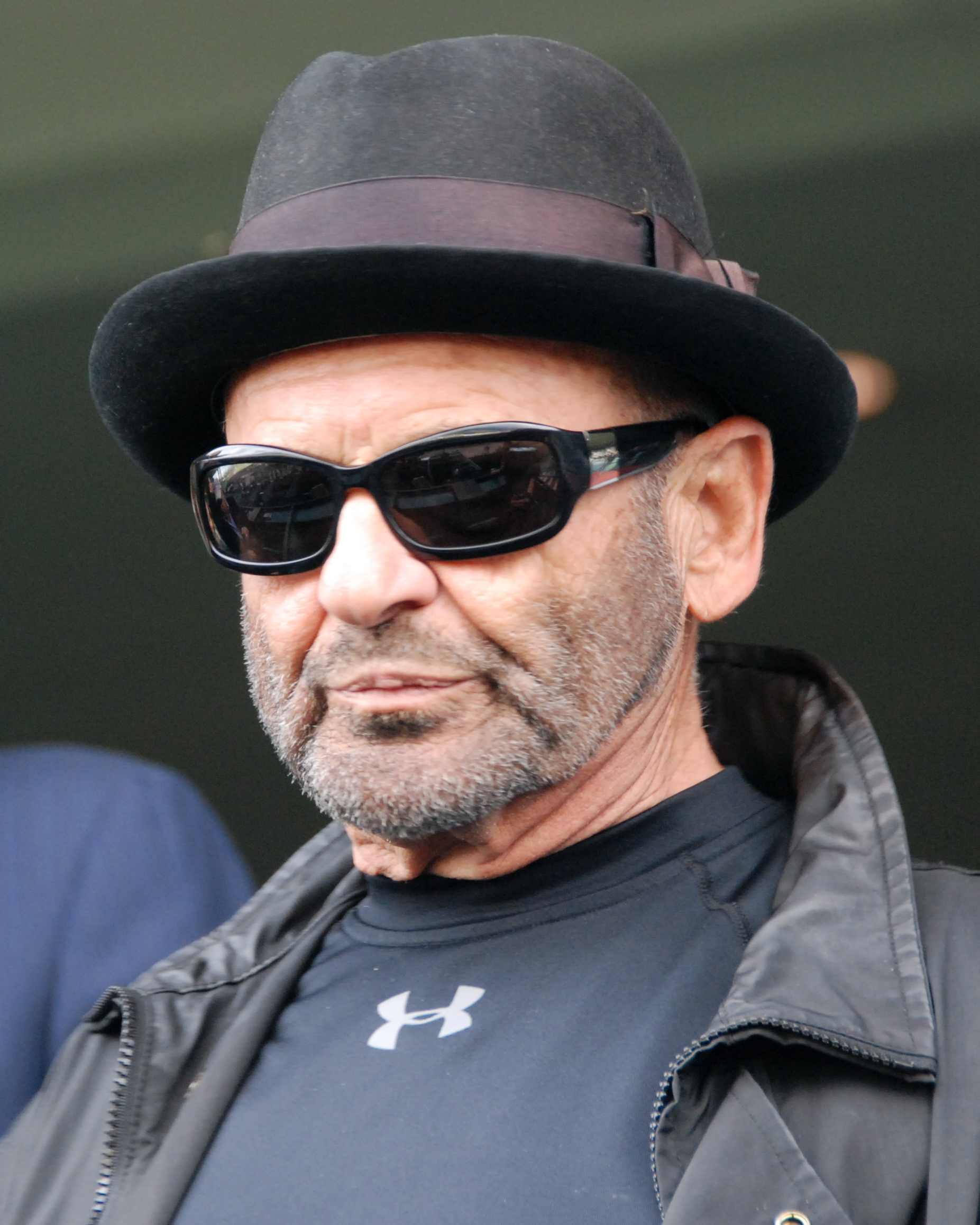

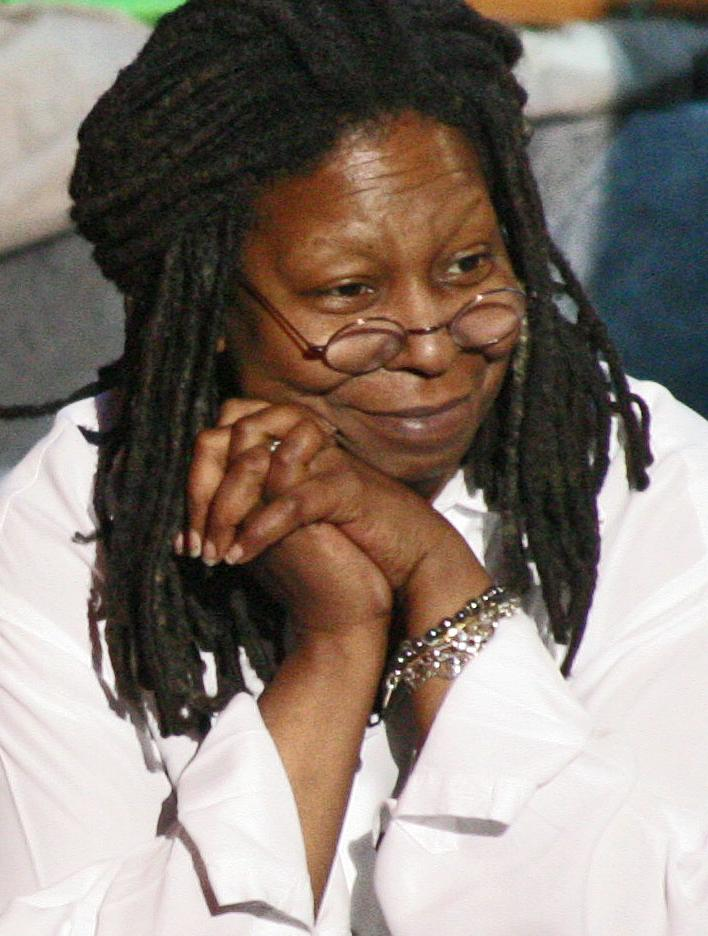

شصت و سومین دوره مراسم اعطای جوایز اسکار در تاریخ ۲۵ مارس ۱۹۹۱ در Shrine Auditorium لوس آنجلس برگزار شد. در این مراسم بهترین فیلم‌های سال جهان به انتخاب آکادمی علوم و هنرهای تصاویر متحرک جایزه گرفتند.
بیلی کریستال مجری این مراسم بود.

## جوایز
| بهترین فیلم | بهترین کارگردانی |
| --- | --- |
| - رقصنده با گرگ‌ها - رفقای خوب - پدرخوانده: قسمت سوم - بیداری‌ها - روح | - کوین کاستنر – رقصنده با گرگ‌ها - فرانسیس فورد کوپولا – پدرخوانده: قسمت سوم - استیون فریرز – کلاهبرداران - باربت شرودر – برگشت‌خوردن بخت - مارتین اسکورسیزی – رفقای خوب |
| بهترین بازیگر نقش اول مرد | بهترین بازیگر نقش اول زن |
| - جرمی آیرونز – برگشت‌خوردن بخت - کوین کاستنر – رقصنده با گرگ‌ها - رابرت دنیرو – بیداری‌ها - ژرار دوپاردیو – سیرانو دو برژراک - ریچارد هریس – مزرعه | - کتی بیتس – میزری - آنجلیکا هیوستون – کلاهبرداران - جولیا رابرتز – زن زیبا - مریل استریپ – کارت‌پستال‌هایی از لبه پرتگاه - جوآن وودوارد – آقا و خانم بریج |
| بهترین بازیگر نقش مکمل مرد | بهترین بازیگر نقش مکمل زن |
| - جو پشی – رفقای خوب - بروس دیویسن – همدم طولانی مدت - اندی گارسیا – پدرخوانده: قسمت سوم - گراهام گرین – رقصنده با گرگ‌ها - آل پاچینو – Dick Tracy | - ووپی گلدبرگ – روح - آنت بنینگ – The Grifters - لورین براکو – رفقای خوب - دایان لاد – از ته دل وحشی - مری مکدانل – رقصنده با گرگ‌ها |
| فیلم‌نامه اوریژینال | فیلم‌نامه اقتباسی |
| - روح – بروس جوئل روبین - آلیس – وودی آلن - آوالون – بری لوینسون - کارت سبز – پیتر ویر - Metropolitan – Whit Stillman | - رقصنده با گرگ‌ها – مایکل بلیک - بیداری‌ها – استیون زایلیان و اولیور ساکس - رفقای خوب – نیکولاس پیلگی٬ مارتین اسکورسیزی - کلاهبرداران – دانلد ای. وست‌لیک و جیم تامپسون - برگشت‌خوردن بخت – نیکلاس کازان |
| بهترین فیلم غیر انگلیسی‌زبان | بهترین تدوین فیلم |
| - سفر امید (سوئیس) به آلمانی – گزاویه کولر - سیرانو دو برژراک (فرانسه) به فرانسوی – Jean-Paul Rappeneau - جو دوو (چین) به چینی ماندارین – ژانگ ییمو و Yang Fengliang - The Nasty Girl (آلمان) به آلمانی – Michael Verhoeven - درهای باز (فیلم) (ایتالیا) به ایتالیایی – جانی آملیو | - رقصنده با گرگ‌ها – نیل تراویز - روح – والتر مرچ - پدرخوانده: قسمت سوم – بری مالکین، لیسا فروکتمن، and والتر مرچ - رفقای خوب – تلما شونمیکر - شکار برای اکتبر سرخ (فیلم) – Dennis Virkler و جان رایت |
| جایزه اسکار بهترین فیلم مستند | جایزه اسکار بهترین فیلم مستند کوتاه |
| - رویای آمریکایی – باربارا کاپل و Arthur Cohn - Berkeley in the Sixties – Mark Kitchell - Building Bombs – Mark Mori و Susan Robinson - Forever Activists: Stories from the Veterans of the Abraham Lincoln Brigade – Judith Montell - Waldo Salt: A Screenwriter's Journey – Robert Hillmann و Eugene Corr                                                                                         | - Days of Waiting – Steven Okazaki - Burning Down Tomorrow – Kit Thomas - Chimps: So Like Us – Karen Goodman و Kirk Simon - Journey into Life – Derek Bromhall - Rose Kennedy: A Life to Remember – فریدا لی مک و Terry Sanders |
| بهترین مستند | بهترین مستند کوتاه |
| - رویای آمریکایی – باربارا کاپل و Arthur Cohn - Berkeley in the Sixties – Mark Kitchell - Building Bombs – Mark Mori و Susan Robinson - Forever Activists: Stories from the Veterans of the Abraham Lincoln Brigade – Judith Montell - Waldo Salt: A Screenwriter's Journey – Robert Hillmann و Eugene Corr                                                                                         | - Days of Waiting – Steven Okazaki - Burning Down Tomorrow – Kit Thomas - Chimps: So Like Us – Karen Goodman و Kirk Simon - Journey into Life – Derek Bromhall - Rose Kennedy: A Life to Remember – فریدا لی مک و Terry Sanders |
| بهترین فیلم کوتاه زنده | بهترین انیمیشن کوتاه |
| - The Lunch Date – آدام دیویدسن - Bronx Cheers – Raymond De Felitta and Matthew Gross - Dear Rosie – پیتر کاتانیو و Barnaتوسط Thompson - Senzeni Na? (What Have We Done?) – Bernard Joffa and Anthony E. Nicholas - 12:01 PM – Hillary Ripps و Jonathan Heap | - Creature Comforts – نیک پارک - A Grand Day Out – نیک پارک - Grasshoppers (Cavallette) – برونو بوزتو |
| بهترین موسیقی فیلم | بهترین ترانه |
| - رقصنده با گرگ‌ها – جان بری - آوالون (فیلم) – رندی نیومن - روح – موریس ژار - Havana – دیو گروسین - تنها در خانه – جان ویلیامز | - "دیر یا زود" از دیک تریسی – موسیقی و Lyric توسط استفان سوندهایم - "Blaze of Glory" از Young Guns II – موسیقی و Lyric توسط جان بون جووی - "I'm Checkin' Out" از کارت‌پستال‌هایی از لبه پرتگاه – موسیقی و Lyric توسط شل سیلورستاین - "Promise Me You'll Remember" از پدرخوانده: قسمت سوم – موسیقی توسط کارمینه کوپولا (آهنگساز); Lyric توسط John Bettis - " Somewhere in My Memory " از تنها در خانه – موسیقی توسط جان ویلیامز; Lyric توسط لسلی بریکوس          |
| بهترین تدوین صدا | بهترین میکس صدا |
| - شکار برای اکتبر سرخ (فیلم) – Cecelia Hall و George Watters II - مرگ‌بازان – Charles L. Campbell و Richard C. Franklin - یادآوری کامل – Stephen H. Flick - شکار برای اکتبر سرخ (فیلم) – Cecelia Hall و George Watters II - مرگ‌بازان – Charles L. Campbell و Richard C. Franklin - یادآوری کامل – Stephen H. Flick                                                                                   | - رقصنده با گرگ‌ها – Jeffrey Perkins، Bill W. Benton، Gregory H. Watkins و Russell Williams II - روزهای تندر – Charles M. Wilborn، دونالد میچل (مهندس صدا)، Rick Kline و Kevin O'Connell - دیک تریسی – Thomas Causey، Chris Jenkins، David E. Campbell و Doug Hemphill - شکار برای اکتبر سرخ (فیلم) – Richard Bryce Goodman، Richard Overton، Kevin F. Cleary و Don J. Bassman - یادآوری کامل – Nelson Stoll، Michael J. Kohut، Carlos Delarios و Aaron Rochin |
| بهترین طراحی صحنه | بهترین فیلمبرداری |
| - دیک تریسی – Art Director: Richard Sylbert; Set Decoration: Rick Simpson - Cyrano de Bergerac – Art Director: Ezio Frigerio; Set Decoration: Jacques Rouxel - رقصنده با گرگ‌ها – Art Director: Jeffrey Beecroft; Set Decoration: Lisa Dean - پدرخوانده: قسمت سوم – Art Director: دین تاوولاریس; Set Decoration: Gary Fettis - هملت – Art Director: دانته فرتی; Set Decoration: Francesca Lo Schiavo | - رقصنده با گرگ‌ها - دین سملر - آوالون (فیلم) - آلن داویا - دیک تریسی - ویتوریو استورارو - پدرخوانده: قسمت سوم - گوردون ویلیس - هنری و جون - فیلیپ روسلو |
| بهترین گریم و آرایش مو | بهترین طراحی لباس |
| - دیک تریسی – John Caglione, Jr. و Doug Drexler - سیرانو دو برژراک – Michèle Burke و Jean-Pierre Eychenne - ادوارد دست‌قیچی – Ve Neill و استن وینستون | - سیرانو دو برژراک – فرانکا اسکوارچاپینو - آوالون (فیلم) – Gloria Gresham - رقصنده با گرگ‌ها – Elsa Zamparelli - دیک تریسی – میلنا کانونرو - هملت – Maurizio Millenotti |

- جایزه اسکار افتخاری
  - سوفیا لورن
    - "One of the genuine treasures of world cinema who, in a career rich with memorable performances, has added permanent luster to our art form."[۲]

  - میرنا لوی
    - "In recognition of her extraordinary qualities both on screen and off, with appreciation for a lifetime’s worth of indelible performances."[۲]
- جایزه اسکار یادبود ایروینگ جی. تالبرگ
  - دیوید براون و ریچارد دی زانوک[۳]
- Academy Special Achievement Award
  - Eric Brevig, راب باتین, Tim McGovern, و Alex Funke for the visual effects of یادآوری کامل (فیلم ۱۹۹۰)[۴]

### Multiple nominations and awards
| Nominations | Film                         |
| ----------- | ---------------------------- |
| 12          | رقصنده با گرگ‌ها              |
| 7           | دیک تریسی (فیلم ۱۹۹۰)        |
| 7           | پدرخوانده: قسمت سوم          |
| 6           | رفقای خوب                    |
| 5           | سیرانو دو برژراک (فیلم ۱۹۹۰) |
| 5           | روح (فیلم ۱۹۹۰)              |
| 4           | آوالون (فیلم)                |
| 4           | کلاهبرداران                  |
| 3           | بیداری‌ها (فیلم)              |
| 3           | شکار برای اکتبر سرخ (فیلم)   |
| 3           | برگشتن بخت                   |
| 3           | یادآوری کامل (فیلم ۱۹۹۰)     |
| 2           | هملت (فیلم ۱۹۹۰)             |
| 2           | تنها در خانه                 |
| 2           | کارت‌پستال‌هایی از لبه پرتگاه  |

| Awards | Film                  |
| ------ | --------------------- |
| 7      | رقصنده با گرگ‌ها       |
| 3      | دیک تریسی (فیلم ۱۹۹۰) |
| 2      | روح (فیلم ۱۹۹۰)       |